# Steve Howey (Schauspieler)

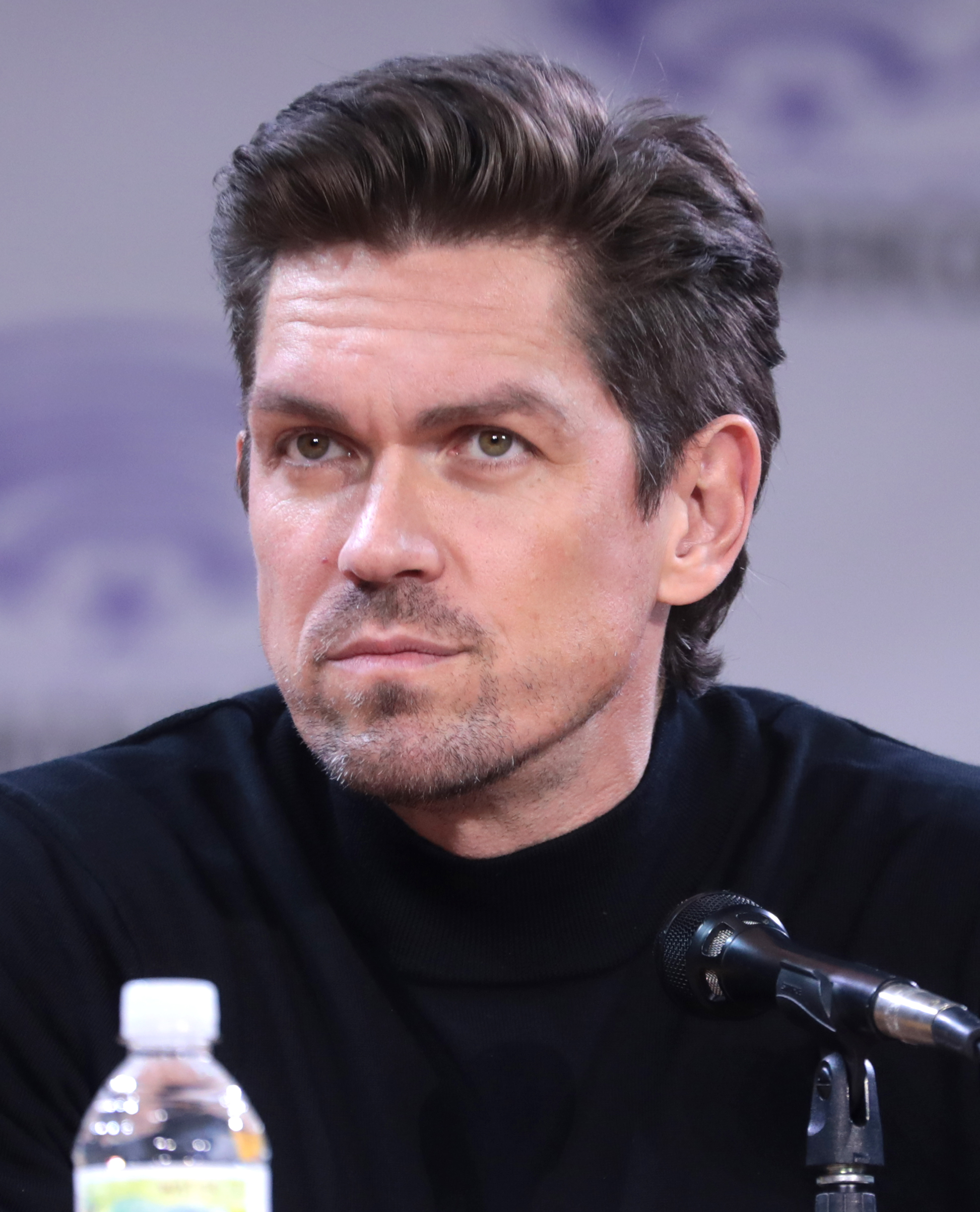
Steve Howey (2023)

Steven Michael Robert Howey (* 12. Juli 1977 in San Antonio, Texas) ist ein US-amerikanischer Schauspieler.

## Leben und Karriere
Steve Howey ist der Sohn des Regisseurs Bill Howey. Zusammen mit seinen Eltern lebte Howey die ersten Lebensjahre auf einem Hausboot, bis sich die Familie in Los Angeles niederließ. Hier absolvierte er die Pflichtschulen. Als junger Mann arbeitete er als Kellner in einer Gaststätte in Littleton, Colorado. Obwohl er dank seines guten Basketballspiels ein Stipendium für die Universität erhielt, beschloss er stattdessen, es als Schauspieler zu versuchen.
Seine erste Rolle hatte er 1998 im Alter von 21 Jahren in der Filmkomödie Class unter der Regie seines Vaters. Es folgten Gastauftritte in Serien wie Emergency Room – Die Notaufnahme und Drew Carey Show und 2006 eine Nebenrolle im Actionfilm D.O.A. – Dead or Alive. Von 2001 bis 2007 verkörperte er die Hauptrolle des Van Montgomery in der Sitcom Reba, die für ihn der Durchbruch bedeuten sollte. Später war er in Episoden der Fernsehserie Sons of Anarchy sowie ab 2011 in der Hauptrolle des Kevin Ball in Shameless zu sehen.
Howey war ab dem 7. Februar 2009 mit der Schauspielerin Sarah Shahi verheiratet, die er bei den Dreharbeiten zu Reba kennengelernt hatte. Am 9. Juli desselben Jahres wurde ein gemeinsamer Sohn geboren. Im März 2015 wurden Shahi und Howey Eltern eines Zwillingspärchens. Das Paar trennte sich 2020 und wurde im folgenden Jahr geschieden.
Steve Howey ist Mitglied der Republikanischen Partei.

## Filmografie (Auswahl)
- 1998: Class
- 2001: Emergency Room – Die Notaufnahme (ER, Fernsehserie, Episode 7x01)
- 2001–2007: Reba (Fernsehserie, 125 Episoden)
- 2005: Supercross
- 2006: D.O.A. – Dead or Alive (DOA: Dead or Alive)
- 2009: Bride Wars – Beste Feindinnen (Bride Wars)
- 2009: Mega Monster Movie (Stan Helsing)
- 2010: Psych (Episode 4x11)
- 2011: Conception
- 2011: Fremd Fischen (Something Borrowed)
- 2011–2021: Shameless (Fernsehserie, 134 Episoden)
- 2013: Wrong Cops
- 2013: New Girl (Fernsehserie, Episode 2x18)
- 2013: Sons of Anarchy (Fernsehserie, drei Episoden)
- 2015: See You in Valhalla
- 2017: SEAL Team (Fernsehserie, drei Episoden)
- 2018: Game Over, Man!
- 2019: Stuber – 5 Sterne Undercover (Stuber)
- 2019: Dead to Me (Fernsehserie, Episode 1x05)
- 2018: Law & Order: Special Victims Unit (Fernsehserie, Episode 08x19)
- 2022: Day Shift
- 2023: True Lies (Fernsehserie)